# Бершадский, Виктор Арнольдович

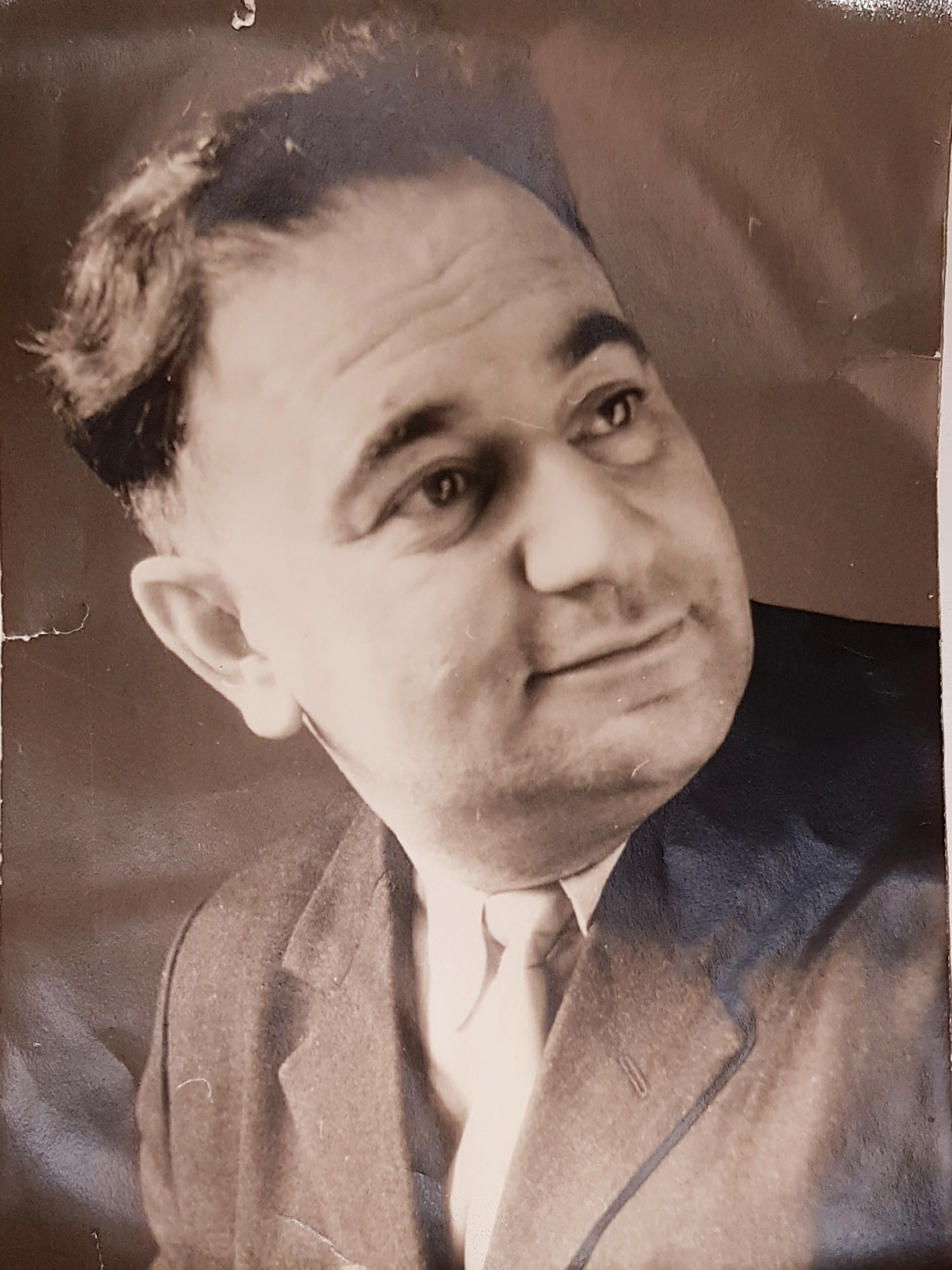
Виктор Арнольдович Бершадский

Виктор Арнольдович Бершадский (17 марта 1916 — 11 февраля 1972) — русский советский поэт, прозаик-документалист.

## Биография
Виктор Бершадский родился 17 марта 1916 года в Одессе в семье портового служащего. Окончил школу № 101. Учился в Одесском государственном педагогическом институте. Трудовую деятельность начал слесарем трамвайно-ремонтного завода.
В 1939 году был принят в Союз писателей УССР.
Участник Великой Отечественной войны, был военным корреспондентом.
В 1949 году окончил Литературный институт имени А. М. Горького в Москве.
Жена — Валентина Марина. Бершадский поддерживал дружеские отношения с поэтом Михаилом Светловым.
Умер 11 февраля 1972 в Одессе. Похоронен на 2-м христианском кладбище.

## Творчество
Печатался с 1940 года. Первые публикации автор приносил в редакцию газеты «Знамя коммунизма». Является автором более 20 книг: поэтических сборников, лирико-поэтической поэмы «Одесса» (1945), посвящённой героической обороне города от фашистских захватчиков, документальных повестей. Первые сборники Бершадского вышли в Одессе, позже его книги стали выходить в Москве и Ленинграде. Пик творчества пришёлся на 60-е годы. В 1974 году в одесском издательстве «Маяк» вышел последний сборник стихов Бершадского «Марсианка».
В произведениях поэта воплощён колорит украинского юга, романтика морских пространств, мужество корабелов, моряков, рыбаков. Для его творческой манеры свойственны поиски новых изобразительных средств, выразительность строфики и метрики. В повести «Подземная звезда» (1967) на основе показаний участников событий воспроизвёл борьбу партизан Одессы с врагом во времена нацистской оккупации. Является автором документальной повести «Капитан из Кобулети» (1960), книг для детей.

## Работы
- Одесса (поэма) / В. Бершадский. // Героическая Одесса: Литературно-публицистический альманах, посвященный годовщине освобождения Одессы от немецко — румынских захватчиков. — Одесса: Обл. изд-во, 1945. — С. 63 — 71.
- Встреча в порту: Стихи / В. Бершадский. — Одесса: Обл. изд-во, 1948. — 48 с.
- Звездный год / В. Бершадский. — Одесса: Кн. изд-во, 1959. — 64 с.
- Капитан их Кобулети / В. А. Бершадский. — Одесса: Кн. Изд-во, 1960. — 85 с.
- Песня о парусе / В. Бершадский. — Одесса: Кн. изд-во, 1961. — 122 с.
- Удивление: стихи и поэмы / В. А. Бершадский. — Одесса: Маяк, 1966. — 198 с.
- Волнолом / В. Бершадский. — Москва: Советский списатель, 1969. — 87 с.
- Морская столица: Поэма и стихи / В. Бершадский. — Одесса: Маяк, 1971. — 87 с.
- Марсианка: стихи/В. А. Бершадский. — Одесса: Маяк, 1974. — 78 с.